# 葉文慶
葉文慶，OBE，JP（1947年12月7日—），香港兒科醫生，香港兒童健康基金主席。正興建築創辦人葉正平第七女。1982年至1991年獲委任為香港立法局非官守議員。

## 背景
葉文慶在1953年至1963年就讀瑪利諾修院學校（小學部及中學部，1959年升讀中一），1963年至1964年入讀倫敦Bendixen學校，1964年至1965年入讀Stafford House，其後於1965年至1970年於利物浦大學修讀內外科醫學士學位。
葉文慶在1982年至1991年獲委任為香港立法局非官守議員。1986年獲委任為太平紳士。同年獲頒授英帝國官佐勳章（OBE）。在六四事件發生後，在1989年7月5日的會議上，葉文慶敦促英國政府給予香港人英國公民的身份，她亦是批評英國國民（海外）身份的其中一名議員。